# أوسكار جي. ماير جونيور
أوسكار جي. ماير جونيور (بالإنجليزية: Oscar G. Mayer, Jr.)‏ هو شخصية أعمال أمريكي، ولد في 16 مارس 1914 في شيكاغو في الولايات المتحدة، وتوفي في 6 يوليو 2009 في فيتشبورغ في الولايات المتحدة.